# Hans-Dieter Linsenmeier
Hans-Dieter Linsenmeier (* 20. Juli 1923 in Mannheim; † 17. Dezember 2012 in Mosbach) war ein deutscher Ingenieur und Unternehmer.

## Leben
Hans-Dieter Linsenmeier, Sohn des Unternehmers Josef Linsenmeier (1883–1949), studierte ab dem Wintersemester 1945/1946 Maschinenbau in Karlsruhe. Er wurde Mitglied der Karlsruher Burschenschaft Teutonia. Aufgrund des Todes seines Vaters unterbrach er sein Studium und übernahm die Leitung der familieneigenen Firma, der Dörflingerschen Federnfabrik (DFO). Die Firma stellte in Obrigheim warmverformte Blattfedern für die Automobilindustrie her. Unter seiner Leitung erfuhr die Firma einen beachtlichen Aufschwung und zählte zu den bekannten Betrieben der Branche in Deutschland. Als die Firma 1972 ihr 100-jähriges Jubiläum feierte, hatte sie wieder einen Weltruf erlangt. Durch den Rückgang der Weltkonjunktur sowie der niedrig-preis Konkurrenz aus Südostasien, geriet die Firma in den 1980er in Schwierigkeiten und meldete 1984 Konkurs an. Der Betrieb wurde danach 10 Jahre durch einen anderen Eigentümer weitergeführt. Ab 1993 war Linsenmeier Geschäftsführer der FFO Fahrzeugfedern GmbH in Sinsheim.

## Wirtschaftsverbände
Linsenmeier war Vorsitzender des Verbands der deutschen Federnindustrie und der Exportgemeinschaft der deutschen Kfz-Federnhersteller. Ebenfalls war er Arbeitgeberstellvertreter bei der Süddeutschen Eisen- und Stahl-Berufsgenossenschaft, Mitglied im Beirat der Herstellergruppe Teile und Zubehör des VDA sowie Vorsitzender des Industrieverbands für den Kreis Mosbach.
Er war zeitweise Handelsrichter in der Kammer für Handelssachen beim Landgericht Mosbach. Ebenfalls war er Mitglied des Verwaltungsausschusses der Arbeitsamtes Tauberbischofsheim und alternierender Vorsitzender der Vertreterversammlung der AOK.

## Ehrenamtliches Engagement
Linsenmeier förderte zahlreiche örtliche Vereine sowie kulturelle und soziale Aktivitäten. Er war stellvertretender Vorsitzender des Fördervereins der Ludwig-Erhard-Schule in Obrigheim und förderte die Kirchengemeinde, Kindergarten und insbesondere die Freiwillige Feuerwehr, wo er Ehrenmitglied war. 1959 war er an der Gründung des Mosbacher Lions Club beteiligt und war zeitweise Präsident und Vizepräsident.